# Abigail Spanberger

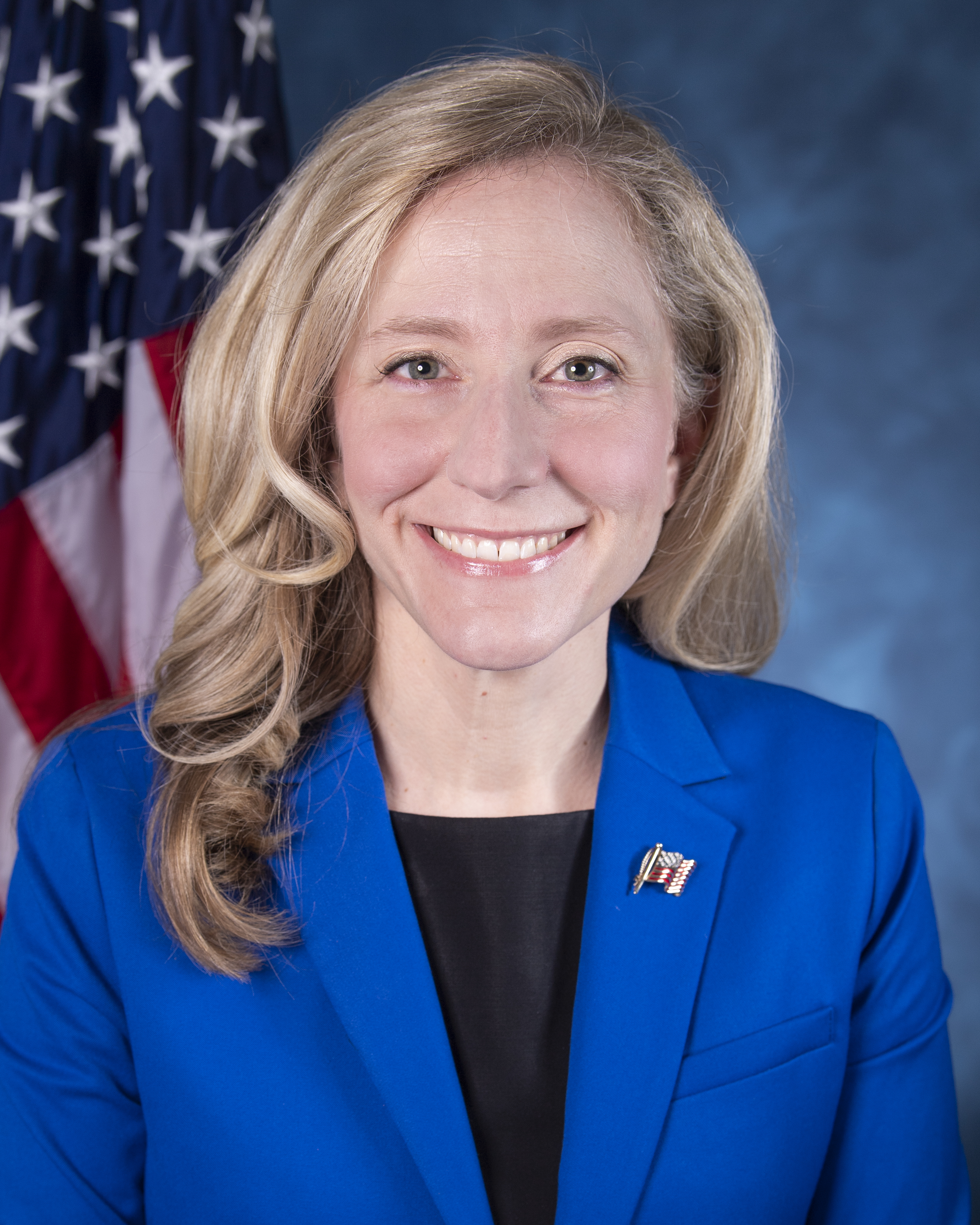
Abigail Spanberger (2019)

Abigail Anne Davis Spanberger  (* 7. August 1979 in Red Bank, New Jersey als Abigail Davis) ist eine US-amerikanische Politikerin der Demokratischen Partei und war von 2019 bis 2025 Abgeordnete im US-Repräsentantenhaus für den siebten Wahlbezirk im Bundesstaat Virginia.

## Leben
Geboren als Abigail Davis in Red Bank, New Jersey wuchs sie ab ihrem 13. Lebensjahr nahe Richmond in Virginia auf. Sie machte zunächst ihren Bachelor of Arts an der University of Virginia, später den Master of Business Administration an der Purdue University. Durch ihr Interesse an Sprachen lernte Spanberger während ihrer Schulzeit Französisch, Spanisch, Deutsch und Italienisch. Nach dem Ende ihrer Ausbildung Anfang der 2000er-Jahre arbeitete sie zunächst beim United States Postal Inspection Service, wo sie sich vor allem auf die Verfolgung von Geldwäsche und Drogenhandel spezialisierte. 2006 wechselte sie zur Central Intelligence Agency (CIA) und war dort im Bereich der Terrorismusabwehr tätig. Im Jahr 2014 verließ sie den öffentlichen Dienst und ging in die Privatwirtschaft. Dort arbeitete sie zunächst als Beraterin für diverse Universitäten in Virginia. Später gehörte sie auch einem beratenden Gremium des Gouverneurs von Virginia an, das sich mit Wohnungsbau beschäftigte. 2017 engagierte sie sich bei den Demokraten bei den Wahlen zum Gouverneur und der State Legislature von Virginia.
Abigail Spanberger ist verheiratet und hat mit ihrem Mann Adam Spanberger drei Kinder.

## Politik

### Repräsentantenhaus
Bei den Kongresswahlen 2018 kandidierte Spanberger selbst für ein Mandat im Repräsentantenhaus der Vereinigten Staaten. Sie besiegte am 6. November 2018 den republikanischen Abgeordneten Dave Brat mit 50,3 % zu 48,4 % der Stimmen. Brat galt als zentrale Figur der Tea-Party-Bewegung und war bei seiner ersten Wahl 2014 landesweit bekannt geworden, als er den republikanischen Fraktionsführer in der Vorwahl Eric Cantor überraschend schlagen konnte. Das Rennen zwischen Spanberger und Brat galt eines der umkämpftesten in gesamten USA und erfuhr überregionale Aufmerksamkeit. Brats Niederlage, die im Wesentlichen durch Stimmenverluste in den Vorstädten zustande kam, wurde weithin als Indiz für schwindenden Rückhalt der Republikaner in diesen Gegenden gewertet. In ihrem Wahlkampf konzentrierte sich Spanberger vor allem auf das Thema Gesundheitsfürsorge (Erhalt und Verbesserung von Obamacare) und warf ihrem Konkurrenten vor ideologisch zu weit rechts zu stehen. Ihr Amt als Abgeordnete des siebten Wahlbezirks von Virginia trat Spanberger bei der Konstituierenden Sitzung des neuen Kongresses am 3. Januar 2019 an. Bei den Wahlen zum Repräsentantenhaus am 3. November 2020 wurde Spannberger mit 50,57 % zu 49,43 % der Stimmen wiedergewählt. Bei der Wahl 2022 setzte sie sich erneut knapp durch, dieses Mal gegen Yesli Vega. Im November 2023 gab Spanberger bekannt, nicht für eine weitere Amtszeit im Repräsentantenhaus zu kandidieren, um stattdessen 2025 für das Gouverneursamt in Virginia anzutreten. Ihre Legislaturperiode im 118. Kongress der Vereinigten Staaten lief bis zum 3. Januar 2025.
In dem zweiten Amtsenthebungsverfahren gegen Donald Trump war sie Mitglied der Gruppe der Ankläger (House impeachment managers).
Spanberger gehörte im Repräsentantenhaus folgenden Ausschüssen an:
- Committee on Agriculture
  - Conservation and Forestry (Vorsitzende)
  - Livestock and Foreign Agriculture
- Committee on Foreign Affairs
  - Asia, the Pacific, Central Asia, and Nonproliferation
  - Europe, Energy, the Environment, and Cyber (Vize-Vorsitzende)

### Gouverneurskandidatur
Am 3. April 2025 gab die Demokratische Partei bekannt, dass Spanberger die einzige Demokratische Kandidatin sei, die sich zur Vorwahl am 17. Juni 2025 zur Gouverneurswahl in Virginia qualifiziert hatte. Bei den Republikanern hatte sich Winsome Earle-Sears als einzige Kandidatin für die Nachfolge von Gouverneur Glenn Youngkin qualifiziert. Damit war sicher, dass ihm nach der Wahl im November die erste Frau im Gouverneursamt nachfolgen wird.